# 2003 en animation asiatique
Voir aussi: 2003 au cinéma - 2003 à la télévision
2002 en animation asiatique - 2003 en animation asiatique - 2004 en animation asiatique

## Festivals et conventions
- 5 au 7 juillet : Japan Expo (5e impact)

## Principales diffusions en France

### Films
- 30 juillet : Le Royaume des chats

## Principales diffusions au Japon

### Films
- 1er mars : One Piece: Dead End
- 19 avril : Détective Conan : Croisement dans l'ancienne capitale
- 18 juillet : Jirachi, le génie des vœux

### OVA
- 25 janvier : Saint Seiya : Chapitre Hadès - Arc Sanctuaire

### Séries télévisées
- 8 janvier : .hack//Legend of the Twilight
- 6 avril : Astro, le petit robot, Sonic X
- 7 avril : Last Exile
- 15 avril : Détective Academie Q
- 30 juillet : Ikki Tousen
- 1er septembre : Superior Defender Gundam Force (en)
- 4 octobre : Fullmetal Alchemist
- 1er octobre : Avenger
- 8 octobre : Gunslinger girl